# 山下翔央
山下 翔央（やました しょおん、男性、1988年12月20日 - ）は、日本の元俳優である。東京都大田区出身。ジャニーズJr.内ユニット「Ya-Ya-yah」の元メンバー。ジャニーズ事務所 → スカイコーポレーションに所属していた。血液型はA型。身長171cm。中央大学法学部卒業。

## 略歴
2001年
- 1月21日、ジャニーズ事務所のオーディションを受けレッスン生として所属する。
- 冬に結成されたジャニーズJr.内ユニット・Ya-Ya-yahのメンバーとなる。

2002年
- 5月15日、Ya-Ya-yahとして『勇気100%/世界がひとつになるまで』でCDデビューを果たす。

2006年
- 1月2日と3日、『里見八犬伝』でドラマ初出演。

2007年
- 2月15日に堀越高等学校を卒業。中央大学法学部に進学。
- Ya-Ya-yahとしての活動が休止状態となり、以降ソロでジャニーズJr.の活動を行なう。

2010年
- 2月にジャニーズ事務所を退社後、芸能界を一旦離れる。その後台湾に留学し、中国語をマスターする。
- 6月17日、弟の山下玲央と共にオフィシャルサイト及びオフィシャルブログを開設。（山下翔央＆玲央）
- 6月19日、スカイコーポレーション所属タレントが出場するマラソンイベントに参加。
- 6月30日、オフィシャルサイトおよびブログの閉鎖と芸能活動休止が発表された。

2011年
- 3月、中央大学法学部を卒業。
- 6月6日、芸能活動を再開、スカイコーポレーションに正式に所属男性タレントとして掲載。
- 8月19日、サンリオピューロランドで行われたイベント『SHOON commu' presents NO LIMIT in Puroland』で本格的に活動を再開し、以降は主に弟の玲央と2人で活動を行うと発表する。
- 10月14日、スタートのテレビ神奈川「〜Teenage Garden〜キメ!執事」に司会でレギュラー出演する。

2012年
- 1月18日、山下玲央・水野新太郎と『Cielbleu』を結成する。
- 2月24日、『Cielbleu』ファーストミニCD(DVD付)発売。

2015年
- 4月頃、スカイコーポレーションを退社。

## 楽曲
- No Limit!（2011年）※山下玲央とのコラボ曲[12]

## CD
- 2012年2月24日「Forever」 - Cielbleu名義[4]、DVD付

## 出演
Ya-Ya-yahとしての出演はYa-Ya-yah#出演を参照

### ドラマ
- 里見八犬伝（2006年1月2日・3日、TBS） - 犬江親兵衛仁 役[13]
- 若者たち2014  第3話・第4話（2014年7月23日、7月30日、フジテレビジョン） - 堀川裕平 役

### バラエティ
- 裸の少年（2002年 - 2007年、テレビ朝日）[要出典]
- 百識王（2008年4月 - 2010年2月、フジテレビ）
- 〜Teenage Garden〜キメ！執事（2011年10月14日 - 2012年3月30日、テレビ神奈川） - 司会[12]

### 舞台
- ウェストサイドストーリー（2004年12月4日 - 30日、青山劇場 / 2005年1月4日 - 9日、大阪厚生年金会館） - Aラブ 役[14]
- フルハウス（2008年5月2日 - 11日、東京グローブ座/2008年5月30日 - 6月1日、兵庫県立芸術文化センター） - 吉良賀理編 役
- サマーなら歌って踊けて JohnnYs SUMMARY 2008（2008年8月2日 - 9月5日、お台場青海J地区特設会場）[15]
- ロミオとジュリエット（2009年3月4日 - 29日、東京グローブ座、2009年4月2日 - 5日、サンケイホールブリーゼ） - マーキューシオ 役[16]
- フラボーイ（2012年5月18日 - 20日、築地本願寺 第一伝道会館2F） - 平一 役 ※山下玲央と共演
- 新・幕末純情伝（2012年7月12日 - 22日、シアターコクーン）[4][5] - 新選組隊士二宮 役
- 詭弁・走れメロス（2012年12月27日 - 28日・2013年1月4日 - 17日、銀座博品館劇場） - 芹名雄一 役
- 男子ing!!（2013年3月8日 - 17日、六本木俳優座劇場）[17] - 加藤先生 役
- 「神州天馬侠」（2013年4月10日 - 27日、明治座[18] / 6月29日 - 7月15日、中日劇場[19]） - 巽小文治 役
- ミュージカル「冒険者たち」〜The Gamba 9〜（2013年6月、サンシャイン劇場） - 忠太 役
- 巴御前（2013年8月4日 - 25日、明治座） - 樋口兼光 役
- 飛龍伝21 殺戮の秋（2013年10月5日 - 20日、青山劇場） - 機動隊員山下翔央 役
- アルプス一万尺Vol.1（2013年11月7日 - 12日、中目黒キンケロ・シアター）
- CLUB SLAZY【The 2nd invitation 〜Sapphire〜】（2013年12月6日 - 15日、全労済ホールスペース・ゼロ）[20]
- BUMP（2014年1月7日 - 13日、銀河劇場/名鉄ホール）
- 熱海殺人事件 Battle Royal（2014年2月15日 - 3月4日、紀伊國屋ホール）
- その旅人は建設マン（2014年4月29日 - 5月4日、中野ザ・ポケット）
- 怪談・にせ皿屋敷（2014年6月19日 - 23日、青山劇場）
- 刻め、我ガ肌ニ君ノ息吹ヲ（2014年7月16日 - 21日、俳優座劇場）
- つかこうへいダブルス2014『新・幕末純情伝』と『広島に原爆を落とす日』（2014年8月29日 - 9月14日、シアタートラム）
- ALTAR BOYZ（2014年11月21日 - 30日、新宿FACE）  - アブラハム 役[21]
- 散れ桜よ、刻天ノ証二（2015年4月3日 - 12日、あうるすぽっと）

### インターネットTV
- Ameba Studio（2011年7月16日 - 不定期出演）
- ニコニコ生放送 - 翔央＆玲央's Rose Tea Garden[4]（2011年8月22日 - 不定期出演）
- キュール☆ナイト（2011年11月24日）
- 女子力cafe〜あいすくりーす〜（2012年12月）
- 女子力cafe〜ないちんげ〜る（2012年12月）

### CM
- 進研ゼミ高校講座（2006年5月 - ）[22] ※鮎川太陽と共演

### コンサート
- ジャニーズJr.Concert タッキー&翼 ジャニーズJr.総出演!（2002年3月29日 - 5月6日、横浜アリーナ/大阪城ホール/名古屋レインボーホール）[要出典]
- ジャニーズJr.の大冒険!（2006年8月15日 - 26日、ホテル・グランパシフィック・メリディアン）[要出典]
- 10年目だよ!見なきゃソンSONGジャニーズカウントダウン歌合戦（2007年12月31日 - 2008年1月1日）[要出典]
- Dance Stage Project（2011年8月25日、パルテノン多摩）
- MEN-tertainment 〜メンタメ2011〜 (2011年9月17日・18日、梅田芸術劇場）
- Cielbleu's 1st LIVE（2012年2月24日、ライブハウスチェルシーホテル）[2]

### イベント
- 新潟中越地震チャリティー ジャニーズ選抜野球大会（2004年11月12日、東京ドーム）[要出典]
- 第9回 24時間グリーンチャリティーリレーマラソンin東京ゆめのしま（2010年6月19日・20日、江東区夢の島陸上競技場）
- 第10回 24時間グリーンチャリティーリレーマラソンin東京ゆめのしま（2011年6月11日・12日、江東区夢の島陸上競技場）
- SHOON commu' presents NO LIMIT in Puroland（2011年8月19日、サンリオピューロランド）[9]
- Re:SHOON commu' presents NO LIMIT in Puroland（2011年11月12日・13日、サンリオピューロランド）[23]
- Sanrio Thank You Party!（2011年12月7日、サンリオピューロランド）
- ROAD to MAJOR2（2012年3月26日、横浜BLITZ）